# Бористхил (Калифорнија)
Бористхил (енгл. Foresthill) насељено је место без административног статуса у америчкој савезној држави Калифорнија.

## Демографија
По попису из 2010. године број становника је 1.483, што је 308 (-17,2%) становника мање него 2000. године.
| Група             | 2000.         | 2010.         |
| Белци             | 1.568 (87,5%) | 1.304 (87,9%) |
| Афроамериканци    | 11 (0,6%)     | 8 (0,5%)      |
| Азијати           | 1 (0,1%)      | 6 (0,4%)      |
| Хиспаноамериканци | 103 (5,8%)    | 97 (6,5%)     |
| Укупно            | 1.791         | 1.483         |